# 刘集乡 (积石山县)
刘集乡，是中华人民共和国甘肃省临夏回族自治州积石山保安族东乡族撒拉族自治县下辖的一个乡镇级行政单位。

## 行政区划
刘集乡下辖以下地区：
陶家村、团结村、高李村、阳洼村、刘集村、崔家村、肖家村和河崖村。